# Élections sénatoriales américaines de 2014
Les élections sénatoriales américaines de 2014 (en anglais : 2014 United States Senate elections) sont un ensemble d'élections qui se tiennent le 4 novembre 2014, dans le but de renouveler 33 sièges, dits de « classe 2 », des 100 sièges du Sénat des États-Unis, chambre haute du Congrès des États-Unis. Le mandat des sénateurs dure six ans, à compter du 3 janvier 2015 pour se terminer le 3 janvier 2021. Au renouvellement de ces 33 sièges s'ajoutent trois sièges de sénateurs devenus vacants durant la 113e législature du Congrès. Cette élection marque le 100e anniversaire de l'élection du Sénat des États-Unis au suffrage universel direct, tel que défini dans le 17e amendement de la Constitution des États-Unis.
Ces élections se déroulent en même temps que les élections de certains gouverneurs et des élections à la chambre des représentants.

## Contexte
La carte électorale est considérée comme mauvaise pour les démocrates, avec plusieurs élus à défendre dans des États conservateurs. Les républicains capitalisent sur des échecs de la présidence de Barack Obama,.

## Résultats
| Parti | Parti                                         | Voix       | %      | Sièges     | Sièges | Sièges |
| Parti | Parti                                         | Voix       | %      | Renouvelés | +/-    | Total  |
| ----- | --------------------------------------------- | ---------- | ------ | ---------- | ------ | ------ |
|       | Parti républicain                             | 24 613 889 | 51,83  | 24         | +9     | 54     |
|       | Parti démocrate                               | 20 865 858 | 43,93  | 12         | -9     | 44     |
|       | Parti libertarien                             | 830 965    | 1,75   | 0          | =      | 0      |
|       | Indépendants                                  | 714 160    | 1,50   | 0          | =      | 2      |
|       | Parti vert                                    | 161 644    | 0,34   | 0          | =      | 0      |
|       | Parti de la Constitution                      | 100 395    | 0,21   | 0          | =      | 0      |
|       | Independence Party of America (en)            | 47 530     | 0,10   | 0          | =      | 0      |
|       | Parti de la réforme des États-Unis d'Amérique | 13 938     | 0,03   |            |        |        |
|       | Unity Party of America (en)                   | 6 427      | 0,01   | 0          | =      | 0      |
|       |                                               |            |        |            |        |        |
| Total | Total                                         | 47 493 119 | 100,00 | 36         | =      | 100    |

## Situation par État
Ce tableau dresse la liste des principaux candidats investis au poste de sénateur dans les États concernés par cette élection.  
| État                       | Sortant            | Sortant | Sortant     | Sortant      | Statut               | Résultats | Résultats |
| État                       | Sénateur           | Parti   | Parti       | Élu depuis   | Statut               | Résultats | Résultats |
| -------------------------- | ------------------ | ------- | ----------- | ------------ | -------------------- | --------- | --- |
| Alabama                    | Jeff Sessions      |         | Républicain | 1997         | Se représente        |           | Jeff Sessions (R) : 97,3 % |
| Alaska                     | Mark Begich        |         | Démocrate   | 2009         | Se représente        |           | Dan Sullivan (R) : 47,96 % Mark Begich (D) : 45,83 % Mark Fish (L) : 3,72 % Ted Gianoutsos (Ind) : 2,00 % |
| Arkansas                   | Mark Pryor         |         | Démocrate   | 2003         | Se représente        |           | Tom Cotton (R) : 56,50 % Mark Pryor (D) : 39,43 % Nathan LaFrance (L) : 2,03 % Mark Swaney (G) : 1,98 % |
| Colorado                   | Mark Udall         |         | Démocrate   | 2009         | Se représente        |           | Cory Gardner (R) : 48,20 % Mark Udall (D) : 46,26 % Steve Shogan (L) : 2,59 % Steve Shogan (Ind) : 1,44 % Raul Acosta (Ind) : 1,18 % Bill Hammons (UPA) : 0,31 % |
| Delaware                   | Christopher Coons  |         | Démocrate   | 2010         | Se représente        |           | Christopher Coons (D) : 55,83 % Kevin Wade (R) : 42,23 % Andrew Groff (G) : 1,95 % |
| Géorgie                    | Saxby Chambliss    |         | Républicain | 2003         | Ne se représente pas |           | David Perdue (R) : 52,89 % Michelle Nunn (D) : 45,21 % Amanda Swafford (L) : 1,90 % |
| Hawaï (spéciale)           | Brian Schatz       |         | Démocrate   | 2012 (nommé) | Se représente        |           | Brian Schatz (D) : 69,77 % Campbell Cavasso (R) : 27,70 % Michael Kokoski (G) : 2,53 % |
| Idaho                      | Jim Risch          |         | Républicain | 2009         | Se représente        |           | Jim Risch (R) : 65,33 % Nels Mitchell (D) : 34,67 % |
| Illinois                   | Dick Durbin        |         | Démocrate   | 1997         | Se représente        |           | Dick Durbin (D) : 53,55 % Jim Oberweis (R) : 42,69 % Sharon Hansen (L) : 3,76 % |
| Iowa                       | Tom Harkin         |         | Démocrate   | 1985         | Ne se représente pas |           | Joni Ernst (R) : 52,10 % Bruce Braley (D) : 43,76 % Rick Stewart (Ind) : 2,37 % Douglas Butzier (L) : 0,73 % Ruth Smith (Ind) : 0,52 % Bob Quast (Ind) : 0,42 % |
| Kansas                     | Pat Roberts        |         | Républicain | 1997         | Se représente        |           | Pat Roberts (R) : 53,13 % Greg Orman (Ind) : 42,53 % Randall Batson (L) : 4,33 % |
| Kentucky                   | Mitch McConnell    |         | Républicain | 1985         | Se représente        |           | Mitch McConnell (R) : 56,19 % Alison Lundergan Grimes (D) : 40,72 % David Patterson (L) : 3,08 % |
| Louisiane                  | Mary Landrieu      |         | Démocrate   | 1997         | Se représente        |           | Bill Cassidy (R) : 40,97 % Mary Landrieu (D) : 42,08 % Rob Maness (R) : 13,76 % Thomas Clements (R) : 0,96 % Brannon Lee McMorris (L) : 0,89 % Wayne Ables (D) : 0,77 % William Waymire Jr. (D) : 0,32 % Vallian Senegal (D) : 0,26 % |
| Maine                      | Susan Collins      |         | Républicain | 1997         | Se représente        |           | Susan Collins (R) : 68,46 % Shenna Bellows (D) : 31,50 % |
| Massachusetts              | Ed Markey          |         | Démocrate   | 2013         | Se représente        |           | Ed Markey (D) : 61,87 % Brian Herr (R) : 37,98 % |
| Michigan                   | Carl Levin         |         | Démocrate   | 1979         | Ne se représente pas |           | Gary Peters (D) : 54,61 % Terri Lynn Land (R) : 41,33 % Jim Fulner (L) : 2,01 % Chris Wahmhoff (CON) : 1,20 % Richard Matkin (G) : 0,84 % |
| Minnesota                  | Al Franken         |         | Démocrate   | 2009         | Se représente        |           | Al Franken (D) : 53,15 % Mike McFadden (R) : 42,91 % Steve Carlson (IAP) : 2,40 % Heather Johnson (L) : 1,50 % |
| Mississippi                | Thad Cochran       |         | Républicain | 1978         | Se représente        |           | Thad Cochran (R) : 59,90 % Travis Childers (D) : 37,89 % Shawn O'Hara (Ref) : 2,21 % |
| Montana                    | John Walsh (nommé) |         | Démocrate   | 2014         | Ne se représente pas |           | Steve Daines (R) : 57,79 % Amanda Curtis (D) : 40,07 % Roger Roots (L) : 2,15 % |
| Nebraska                   | Mike Johanns       |         | Républicain | 2009         | Ne se représente pas |           | Ben Sasse (R) : 64,34 % David Domina (D) : 31,49 % Jim Jenkins (Ind) : 2,94 % Todd Watson (Ind) : 1,16 % |
| New Hampshire              | Jeanne Shaheen     |         | Démocrate   | 2009         | Se représente        |           | Jeanne Shaheen (D) : 51,46 % Scott Brown (R) : 48,21 % |
| New Jersey                 | Cory Booker        |         | Démocrate   | 2013         | Se représente        |           | Cory Booker (D) : 55,84 % Jeff Bell (R) : 42,33 % Joe Baratelli (L) : 0,89 % Jeff Boss (Ind) : 0,24 % Antonio Sabas (Ind) : 0,19 % Eugene Lavergne (Ind) : 0,21 % Hank Schroeder (Ind) : 0,31 % |
| Nouveau-Mexique            | Tom Udall          |         | Démocrate   | 2009         | Se représente        |           | Tom Udall (D) : 55,56 % Allen Weh (R) : 44,44 % |
| Caroline du Nord           | Kay Hagan          |         | Démocrate   | 2009         | Se représente        |           | Thom Tillis (R) : 48,82 % Kay Hagan (D) : 47,26 % Sean Haugh (L) : 3,74 % |
| Oklahoma                   | Jim Inhofe         |         | Républicain | 1994         | Se représente        |           | James Inhofe (R) : 68,01 % Matt Silverstein (D) : 28,55 % Joan Farr (Ind) : 1,29 % Ray Woods (Ind) : 1,21 % Aaron DeLozier (Ind) : 0,95 % |
| Oklahoma (spéciale)        | Tom Coburn         |         | Républicain | 2005         | Ne se représente pas |           | James Lankford (R) : 67,85 % Constance N. Johnson (D) : 28,98 % Mark T. Beard (Ind) : 3,16 % |
| Oregon                     | Jeff Merkley       |         | Démocrate   | 2009         | Se représente        |           | Jeff Merkley (D): 55,87 % Monica Wehby (R) : 36,87 % Mike Montchalin (L) : 3,07 % Christina Jean Lugo (G) : 2,22 % James Leuenberger (CON) : 1,66 % |
| Rhode Island               | Jack Reed          |         | Démocrate   | 1997         | Se représente        |           | Jack Reed (D) : 70,58 % Mark Zaccaria (R) : 29,25 % |
| Caroline du Sud            | Lindsey Graham     |         | Républicain | 2003         | Se représente        |           | Lindsey Graham (R) : 54,27 % Brad Hutto (D) : 38,78 % Thomas Ravenel (I) : 3,84 % Victor Kocher (L) : 2,73 % |
| Caroline du Sud (spéciale) | Tim Scott (nommé)  |         | Républicain | 2013         | Se représente        |           | Tim Scott (R) : 61,12 % Joyce Dickerson (D) : 37,09 % Jill Bossi (Ind) : 0,04 % |
| Dakota du Sud              | Tim Johnson        |         | Démocrate   | 1997         | Ne se représente pas |           | Mike Rounds (R) : 50,37 % Rick Weiland (D) : 29,51 % Larry Pressler (I) : 17,09 % Gordon Howie (I) : 3,03 % |
| Tennessee                  | Lamar Alexander    |         | Républicain | 2003         | Se représente        |           | Lamar Alexander (R) : 61,87 % Gordon Ball (D) : 31,87 % Joe Wilmoth (CON) : 2,63 % Martin Pleasant (G) : 0,91 % Tom Emerson, Jr. (Ind) : 0,81 % Danny Page (Ind) : 0,56 % Rick Tyler (Ind) : 0,42 % Joshua James (Ind) : 0,41 % Bartholomew Phillips (Ind) : 0,17 % Ed Gauthier (Ind) : 0,17 % Eric Schechter (Ind) : 0,12 % C. Salekin (Ind) : 0,06 % |
| Texas                      | John Cornyn        |         | Républicain | 2002         | Se représente        |           | John Cornyn (R) : 61,56 % David Alameel (D) : 34,36 % Rebecca Paddock (L) : 2,88 % Emily Marie Sanchez (G) : 1,18 % |
| Virginie                   | Mark Warner        |         | Démocrate   | 2009         | Se représente        |           | Mark Warner (D) : 49,15 % Ed Gillespie (R) : 48,34 % Robert Sarvis (L) : 2,43 % |
| Virginie-Occidentale       | Jay Rockefeller    |         | Démocrate   | 1995         | Ne se représente pas |           | Shelley Moore Capito (R) : 62,12 % Natalie Tennant (D) : 34,46 % John Buckley (L) : 1,63 % Bob Henry Baber (G) :1,21 % Phil Hudok (CON) : 0,57 % |
| Wyoming                    | Mike Enzi          |         | Républicain | 1997         | Se représente        |           | Mike Enzi (R) : 72,19 % Charlie Hardy (D) : 17,85 % Curt Gottshall (Ind) : 7,90 % Joe Porambo (L) : 2,18 % |